# 커밋 메이너드

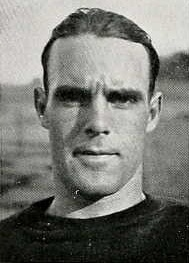

커밋 메이너드(Kermit Maynard, 1897년 9월 20일 ~ 1971년 1월 16일)는 미국의 배우, 텔레비전 배우, 스턴트 배우이다.
노스할리우드에서 사망하였다. 사인은 심근 경색이다.

## 영화
- 굿 데이 포 어 행잉 (1959년)
- 콜트45 (1957년)
- 론 레인저 (1956년)
- 자이언트 (1956년)
- 딜론 보안관 (1955년)
- 샤이안 (1955년)
- 더 파머 테이크 어 와이프 (1953년)
- 에디 캔터 스토리 (1953년)
- 팩 트레인 (1953년)
- 오명의 목장 (1952년)
- 골든 걸 (1951년)
- 지옥문을 열어라 (1950년)
- 마이 프렌드 어머 고즈 웨스트 (1950년)
- 론 레인저 - 49년 시리즈 (1949년)
- 더 뷰티풀 브론드 프럼 배쉬풀 벤드 (1949년)
- 캐나다 평원 (1949년)
- 어 소던 양키 (1948년)
- 벨 오브 더 유콘 (1944년)
- 팬텀 (1943년)
- 42번가 (1933년)